# Jim Thompson (zakenman)

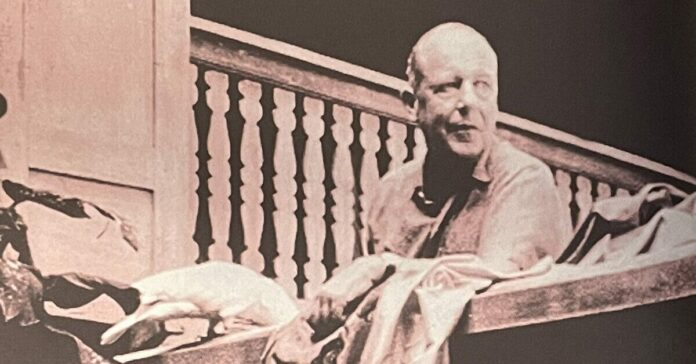
Jim Thompson

James Harrison Wilson (Jim) Thompson (Greenville (Delaware), 21 maart 1906 – (verdwenen) Cameron Highlands, Maleisië, 26 maart 1967) was een Amerikaanse majoor en zakenman.
Jim Thompson was de zoon van Henry en Mary Thompson. Zijn vader was een rijke textielfabrikant en zijn moeder was de dochter van James Harrison Wilson, een generaal uit de Amerikaanse Burgeroorlog, naar wie hij vernoemd werd. Thompson zag zijn vader alleen tijdens de weekends, want zijn vader werkte in New York terwijl het gezin in Delaware woonde.
Thompson ging naar een openbare school en studeerde aan de  Princeton University tot 1928. Daarna vervolgde hij zijn studie aan de University of Pennsylvania om architect te worden. Zijn wiskunde was te slecht, hij studeerde niet af en ging bij Holden, McLaughlin & Associates werken. Daar ontwierp hij huizen tot 1940. Thompson was bestuurslid van het Ballet Russe de Monte Carlo.
In 1941 ging hij bij de Delaware National Guard.

## Oorlogsjaren
Thompson kwam bij de Office of Strategic Services (OSS), de voorloper van de Central Intelligence Agency (CIA) en werd naar het Franse leger in Noord-Afrika gestuurd en daarna naar Italië en Frankrijk. Na de bevrijding werd hij naar Ceylon gestuurd. 

## Na de oorlog

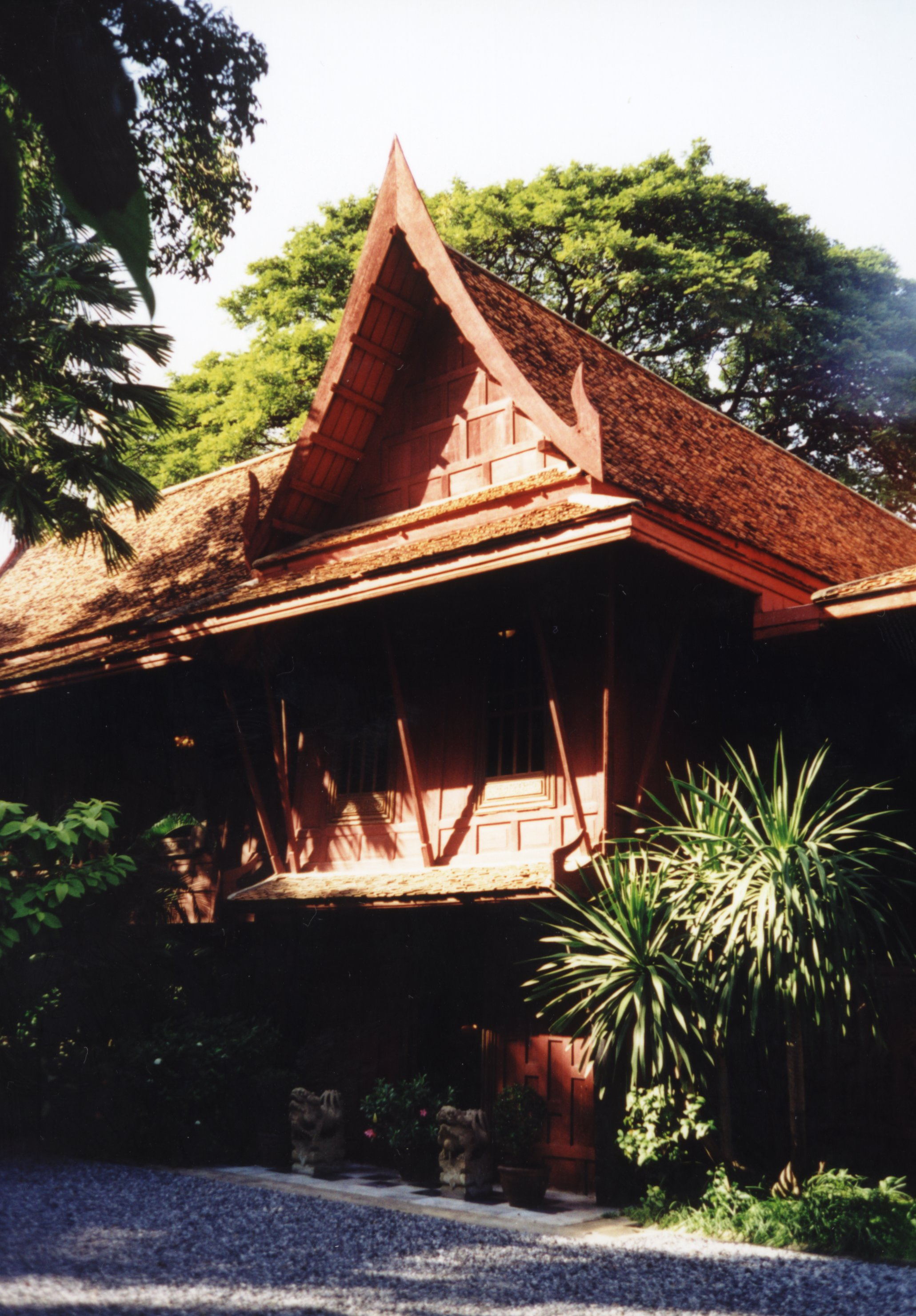
Jim Thompson House

Na de Japanse overgave, hetgeen ook het einde van de Tweede Wereldoorlog inhield, werd Thompson naar Thailand gestuurd als majoor van het Amerikaanse bezettingsleger. Hij verliet het leger in 1946.
Om het toerisme naar Bangkok te bevorderen besloot hij eerst het Oriental Hotel op te knappen, het enige hotel dat hiervoor in aanmerking kwam. Het beviel hem daar zo goed dat hij besloot in Thailand te blijven wonen. Hij begon zich in te spannen om de zijdeproductie in Thailand weer op gang te krijgen. De zijdeproductie had zwaar te lijden gehad van de concurrentie met het Westen, waar door de industrialisatie veel goedkoper geproduceerd werd. Het weven en kleuren van zijde gebeurde handmatig en daardoor was het moeilijk om steeds hetzelfde te maken. Thompson verbeterde de productie zodat klanten erop konden rekenen dat ze producten bij konden bestellen. Ook de kwaliteit verbeterde.
In 1948 richtte hij met George Barrie de Thai Silk Company op. Ze openden een winkel in Bangkok waar hij producten verkocht die van Thaise zijde werden gemaakt. Hij reisde naar Noordoost-Thailand, waar de meeste zijde werd geproduceerd, om de wevers te stimuleren hun vaardigheden ook aan anderen te leren. Hij adviseerde hen ook welke kleuren en patronen goed verkochten.
Er kwamen meer winkels en meer productielijnen. Er werden lifestyleproducten op de markt gebracht zoals kussens, kleren, behangen en tassen. Ook werden in Bangkok en in het buitenland enkele cafés geopend.

## Verdwijning

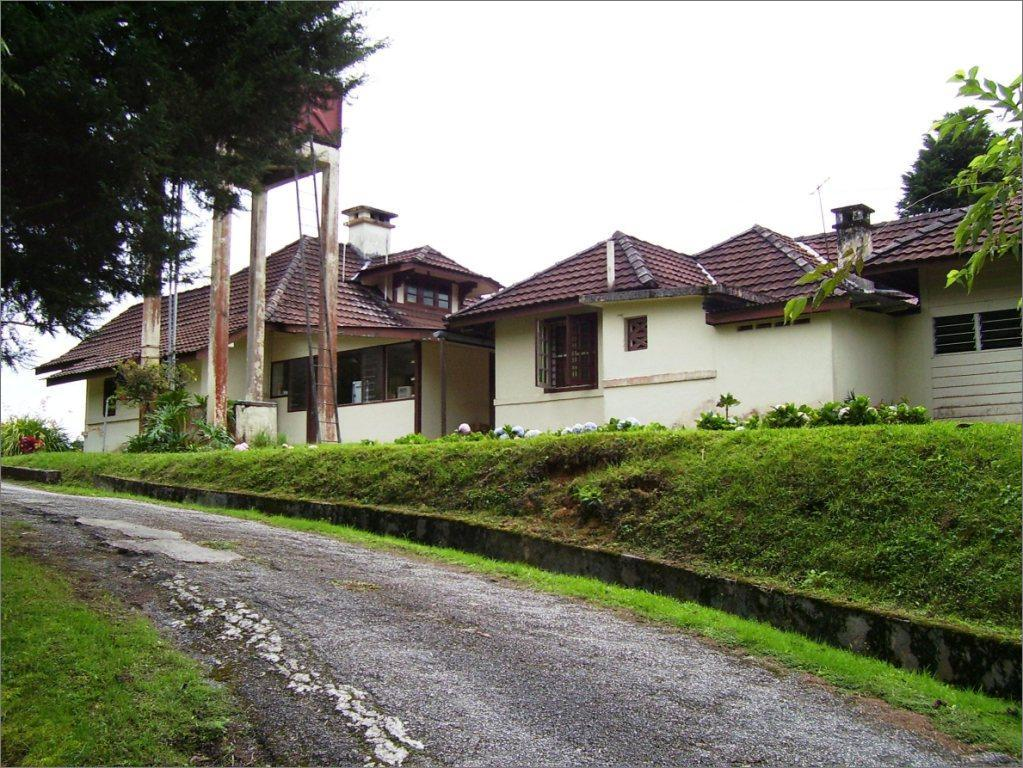
Lutherse Missie

Met pasen 1967 reisde hij met Connie Mangskau naar de Cameron Hooglanden waar ze logeerden bij Dr & Mrs Ling. Op 27 maart zou hij met zijn reisgenote en Dr & Mrs Ling naar Singapore gaan.
Op 26 maart ging hij om 13.30 uur wandelen; om 16 uur werd hij voor het laatst gezien bij de Lutherse Missie. Hij kwam niet terug. 's Avonds werd de politie gealarmeerd. Zoektochten leverden niets op. De Thai Silk Company loofde 10.000 dollar uit voor aanwijzingen, de Maleisische politie 3.000 dollar en zijn reisgenote een onbekend bedrag.
Jim Thompson werd nooit meer gezien en het is nooit duidelijk geworden of hij ontvoerd werd (er werd geen losgeld geëist). Men is ervan overtuigd dat hij niet in het oerwoud verdwaalde.
Zijn voormalige woonhuis, het Jim Thompson Thai House, is nu een toeristenattractie.